# Червиньская, Зофья
Зофья Червиньская (пол. Zofia Czerwińska, 19 марта 1933 — 13 марта 2019) — польская актриса.

## Биография
Зофья Червиньская родилась 19 марта 1933 года в Познани. Актёрское образование получила в Высшей государственной театральной школе в Кракове, которую окончила в 1957 году. Дебютировала в театре в 1957 году. Актриса театров в Бельско-Бяле, Гданьске, Ольштыне и Варшаве. Выступает в спектаклях «театра телевидения» с 1961 года.
С 2017 года выступала в кампаниях против гомофобии.
Умерла после операции на позвоночнике утром 13 марта 2019 года в Варшаве.

## Избранная фильмография
- 1954 — Поколение / Pokolenie
- 1958 — Эроика / Eroica
- 1958 — Пепел и алмаз / Popiół i diament
- 1963 — Крещённые огнём / Skąpani w ogniu
- 1964 — Закон и кулак / Prawo i pięść
- 1966 — Лекарство от любви / Lekarstwo na miłość
- 1966 — Ад и небо / Piekło i niebo
- 1966 — Самозванец с гитарой / Mocne uderzenie
- 1966 — Домашняя война / Wojna domowa (только в 12-й серии)
- 1968 — Кукла / Lalka
- 1968-1970 — Приключения пса Цивиля / Przygody psa Cywila
- 1968 — Дансинг в ставке Гитлера / Dancing w kwaterze Hitlera — туристка в отеле
- 1969 — Человек с ордером на квартиру / Człowiek z M-3
- 1969 — Новый / Nowy
- 1970 — Рейс / Rejs
- 1971 — Не люблю понедельник / Nie lubię poniedziałku
- 1971 — Беспокойный постоялец / Kłopotliwy gość
- 1972 — Разыскиваемый, разыскиваемая / Poszukiwany, poszukiwana
- 1973 — Приём на десять персон плюс три / Przyjęcie na dziesięć osób plus trzy
- 1974 — Сколько той жизни / Ile jest życia (только в 7-й серии)
- 1974-1977 — Сорокалетний / 40-latek
- 1975 — Директора / Dyrektorzy (только во 2-й серии)
- 1976 — Я — мотылёк, или Роман сорокалетнего / Motylem jestem, czyli romans 40-latka
- 1976 — Брюнет вечерней порой / Brunet wieczorową porą
- 1976 — Далеко от шоссе / Daleko od szosy (только в 6-й серии)
- 1977 — Дело Горгоновой / Sprawa Gorgonowej
- 1977 — Солдаты свободы
- 1977 — Кукла / Lalka (только во 2-й серии)
- 1979 — Голем / Golem
- 1980 — Мишка / Miś
- 1983 — Альтернативы 4 / Alternatywy 4
- 1985 — Райская яблоня / Rajska jabłoń
- 1985 — Ох, Кароль / Och, Karol
- 1987 — Маримонтская соната / Sonata marymoncka — женщина в трамвае
- 1991 — Шведы в Варшаве / Szwedzi w Warszawie
- 1998 — Золото дезертиров / Złoto dezerterów
- 2002 — Пианист / The Pianist
- 2003 — Король Убю / Ubu król